# نجد الله اكبر (ذي السفال)

تعديل مصدري - تعديل

نجد الله أكبر محلة تابعة لقرية القاعدة، التابعة لعزلة خنوه بمديرية ذي السفال إحدى مديريات محافظة إب في الجمهورية اليمنية، بلغ تعداد سكانها 1147 حسب تعداد اليمن لعام 2004.